# Theia (planet)
 For alternative betydninger, se Theia (flertydig). (Se også artikler, som begynder med Theia)
Theia eller stavet Thea er navnet på en hypotetisk planet, der, ifølge en teori om Månens dannelse, kolliderede med Jorden for 4,51 milliarder år siden i et gigantisk sammenstød. Sammenstødet skal have ødelagt Theia og slynget store mængder stof ud i omløb om Jorden. Det samlede sig til den nuværende måne, som langsomt driver længere og længere væk fra Jorden. Jorden modtog også betydelige mængder materiale ved sammenstødet og voksede til sin nuværende størrelse.
Ifølge teorien har Theia været på størrelse med Mars. Planeten er opkaldt efter titanen Theia i græsk mytologi, der fødte Månens gudinde Selene.

## Eksterne links
1. ↑  Moon rocks reveal that we were very wrong about the age of the Moon. ScienceAlert 2017